# Луї Віктор де Рошешуар-Мортемар
Луї Віктор де Рошешуар-Мортемар (фр. Louis Victor de Rochechouart de Mortemart; 25 серпня 1636, Париж — 15 вересня 1688, Париж) — військовий та державний діяч Французького королівства, герцог де Вівонн, 2-й герцог Мортемар, маршал.

## Життєпис
Походив зі старовинного шляхетського роду Рошешуар. Син Габріеля де Рошешуара, губернатора Парижу. Народився 1636 року в Парижі. Здобув блискучу освіту. З дитинства перебував при королівському дворі. 1653 року розпочав військову кар'єру в королівській гвардії, отримавши звання капітана. 1654 року очолив кампанію Королівського кавалерійського полку. 1655 року оженився на доньці президента Паризького парламенту. Брав участь у військових діях проти Іспанії у Фландрії та Артуа. Відзначився під час облог Аррасу, Конде, Ландресу і Валаньсєну. 1657 року очолив полк іноземної кавалерії.
1662 року призначено лейтенантом в полку королівської кавалерії. 1663 року брав участь у військовій кампанії в Італії. Того ж року стає герцогом де Вівонн та пером Франції. 1664 року отримав звання табірного маршала (на кшталт генерал-майора). В тому ж році брав участь у поході проти алжирських піратів на Джіджелі. 1 квітня 1665 року призначено капітан-генералом галер (до 1666 року). 28 квітня того ж року стає лейтенант-генералом Левантійського моря. Його кар'єрі також сприяла сестра Франсуаза де Монтеспан, яка 1666 року стала офіційною королівською фавориткою. 1667 року очолив королівський хорватський полек та став генерал-лейтенантом. Брав участь у Деволюційній війні проти Іспанії, відзначившись при облогах міст Ат, Турне, Дуе, Лілль.
З 1668 року здійснив декілька посольств до Ізмаїла-паши, правителя Алжиру. 1669 року залишив посаду полковника королівських хорватів. Того ж року призначено генералом галерного флоту. 1669 року відправлено на допомогу венеційцям Кандії на Криті, які взяли в облоги османські війська. Під час бою зазнав важкого поранення. 1671 року відповідав за захист південного узбережжя Франції від набігів магрибських піратів.
Під час Голландської війни 1672 року в битвах на Рейні зазнав поранення у руку й до кінця життя носив протез. 1673 року відзначився при облозі Маастрихту. 1674 року було призначено губернатором Шампані. 1675 року відправлено на допомогу повсталим сицилійцям. Він зумів зайняти Мессіну, отримавши посаду губернатора та звання маршала Франції. Наприкінці року після смерті батька стає герцогом Мортемара. 1676 року стає віцекоролем Сицилії. Невдовзі відправив флотилії на чолі із Авраамом Дюкеном та Анном де Турвілем проти іспано-голландських флотів. 1678 року за наказом короля повернувся до Франції.
Невдовзі отримує посаду губернатора Парижу. Багато часу проводив при королівському дворі у Версалі. Був одним з покровителів Мольєра. Сильним ударом стала раптова смерть сина 1688 року. Невдовзі помер сам Луї Віктор.

## Родина
Дружина — Антуанетта Луїза, донька Анрі де Месме, президента Паризького парламенту.
Діти:
- Людовик (1663—1688)
- Габріела (1658—1733), абатиса Бомон-ле-Тур
- Шарлотта (1660—1729), дружина Генріха Лотаринзького, герцога Ельбйоф
- Марія-Елізабет (1663—1718), дружина Жозефа Франсуа де Ла Круа, маркіза де Кастрі
- Луїза-Франсуаза (1664—1742), абатиса Фонтевро
- Габріела-Віктора (1670—1740), дружина Альфонса де Крекі